# Enrique Guaita
Enrique Guaita (Lucas González, 15 luglio 1910 – Bahía Blanca, 10 maggio 1959) è stato un calciatore argentino naturalizzato italiano, di ruolo attaccante. Giocò sia con la Nazionale argentina che con la Nazionale italiana: con quest'ultima fu campione del mondo nel 1934.
Soprannominato nella sua terra natale El Indio per il suo colorito olivastro, in Italia il suo nome venne italianizzato in Enrico.

## Caratteristiche tecniche
Attaccante esterno ambidestro, coraggioso e veloce, era in grado di ricoprire tutti i ruoli dell'attacco, tanto da essere schierato anche come centravanti negli anni di carriera a Roma (ruolo nel quale eccelleva grazie a un ottimo opportunismo e senso del gol).

## Carriera

### Club

#### Gli inizi in Argentina

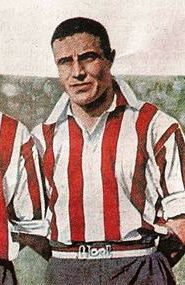
Guaita con la maglia dell'Estudiantes.

Nativo di Lucas González, piccolo borgo della provincia di Entre Ríos, iniziò a giocare a calcio nelle giovanili dell'Estudiantes, passando in breve tempo a far parte della prima squadra. Esordì in prima squadra il 12 aprile 1928, segnando una tripletta contro l'Independiente: diventato stabilmente titolare in quel gruppo che poi divenne noto con il nome de Los Profesores, giocò i primi due campionati del calcio professionistico argentino, siglando complessivamente trentadue reti in 62 gare.

#### Gli anni in Italia e la "fuga"

Un'immagine di Guaita scattata negli anni '30.

Dopo altre tre presenze nel campionato di apertura 1933 fu ingaggiato dalla Roma, insieme al suo compagno di squadra Alejandro Scopelli e al mediano Andrés Stagnaro prelevato dal Racing Club de Avellaneda. Dopo un breve periodo di ambientamento, mise in mostra tutte le sue qualità siglando quattordici reti in 32 gare. I tifosi lo soprannominarono il "Corsaro nero", dopo una tripletta realizzata contro gli amaranto del Livorno, in un incontro in cui la Roma indossò la maglietta nera per distinguersi dagli avversari. Nella stagione successiva fece ancora meglio, diventando capocannoniere con 28 reti in 29 presenze, prestazione che rimane il record italiano di marcature in un torneo a sedici squadre. La Roma terminò il campionato al quarto posto.
La squadra si fortificò durante il calciomercato estivo con gli acquisti di Luigi Allemandi e Renato Cattaneo e appariva come la maggiore candidata alla vittoria del campionato. Però il 19 settembre 1935, alla vigilia dell'inizio della nuova stagione, Guaita fu autore, insieme ai compagni Stagnaro e Scopelli, di una clamorosa e rocambolesca fuga dall'Italia (in auto fino a La Spezia, quindi in treno fino a Ventimiglia e di lì in Francia, per arrivare poi in nave fino in Argentina), al fine di evitare la chiamata alle armi per la Guerra d'Etiopia, peraltro improbabile, visto il loro status privilegiato di calciatori. Additati come traditori, furono accusati di traffico di valuta, cosa che gli impedì di rientrare in Italia anche nel dopoguerra. Successivamente, si pensò che i giocatori fossero stati mal consigliati da oppositori dei giallorossi, e Vittorio Pozzo sostenne che la fuga fu causata "dalle mene interne per il cambiamento di dirigenti nella società alla quale apparteneva".

#### Il ritorno in Argentina e il ritiro
Tornò a giocare in Argentina nel Racing, dove rimase per due stagioni segnando ventotto reti in 57 partite, e nuovamente nell'Estudiantes, giocando fino al 1939 prima di ritirarsi dal calcio giocato.

### Nazionale
Dopo due gare giocate con l'Argentina nel 1933, ottenne la cittadinanza italiana una volta giunto in Italia, e fu ammesso nella Nazionale azzurra: debuttò con la Nazionale B il 3 dicembre 1933 a Lugano nella vittoria contro la Svizzera B per 7-0. Partecipò al Mondiale del 1934 vinto dall'Italia di Vittorio Pozzo, ove giocò quattro gare, segnando il gol decisivo nella semifinale vinta per 1-0 contro il Wunderteam austriaco, e passando ad Angelo Schiavio il pallone del gol decisivo nella finale vinta dagli azzurri contro la Cecoslovacchia.
Al suo ritorno in Sudamerica fu nuovamente convocato nella nazionale argentina, e fece parte della vittoriosa squadra che si aggiudicò la Coppa America del 1937, giocando le ultime due decisive partite, pur senza segnare alcuna rete.

## Dopo il ritiro e la morte
Cessata l'attività agonistica a 30 anni, divenne direttore del carcere di Bahía Blanca, ma perse il posto ritrovandosi in povertà. Morì nel 1959, prima di compiere 49 anni.

## Statistiche

Enrique Guaita, con la maglia della Roma, si appresta a tirare con il sinistro.

### Presenze e reti nei club
| Stagione           | Squadra            | Campionato         | Campionato | Campionato | Totale   | Totale |
| Stagione           | Squadra            | Campionato         | Presenze   | Reti       | Presenze | Reti   |
| ------------------ | ------------------ | ------------------ | ---------- | ---------- | -------- | ------ |
| 1928               | Estudiantes        | PD                 | ?          | ?          | ?        | ?      |
| 1929               | Estudiantes        | CE                 | ?          | ?          | ?        | ?      |
| 1930               | Estudiantes        | PD                 | ?          | ?          | ?        | ?      |
| 1931               | Estudiantes        | PD                 | 34         | 15         | 34       | 15     |
| 1932               | Estudiantes        | PD                 | 28         | 17         | 28       | 17     |
| 1933               | Estudiantes        | PD                 | 3          | 0          | 3        | 0      |
| Totale Estudiantes | Totale Estudiantes | Totale Estudiantes | 65+        | 32+        | 65+      | 32+    |
| 1933-1934          | Roma               | A                  | 32         | 14         | 32       | 14     |
| 1934-1935          | Roma               | A                  | 29         | 28         | 29       | 28     |
| Totale Roma        | Totale Roma        | Totale Roma        | 61         | 42         | 61       | 42     |
| 1936               | Racing Club        | PD                 | ?          | ?          | ?        | ?      |
| 1937               | Racing Club        | PD                 | ?          | ?          | ?        | ?      |
| Totale Racing Club | Totale Racing Club | Totale Racing Club | 57         | 31         | 57       | 31     |
| 1938               | Estudiantes        | PD                 | 23         | 8          | 23       | 8      |
| 1939               | Estudiantes        | PD                 | 4          | 1          | 4        | 1      |
| Totale Estudiantes | Totale Estudiantes | Totale Estudiantes | 27         | 9          | 27       | 9      |
| Totale carriera    | Totale carriera    | Totale carriera    | 211+       | 114+       | 211+     | 114+   |

### Cronologia presenze e reti in Nazionale[19]
| Cronologia completa delle presenze e delle reti in nazionale ― Italia | Cronologia completa delle presenze e delle reti in nazionale ― Italia | Cronologia completa delle presenze e delle reti in nazionale ― Italia | Cronologia completa delle presenze e delle reti in nazionale ― Italia | Cronologia completa delle presenze e delle reti in nazionale ― Italia | Cronologia completa delle presenze e delle reti in nazionale ― Italia | Cronologia completa delle presenze e delle reti in nazionale ― Italia | Cronologia completa delle presenze e delle reti in nazionale ― Italia |
| Data                                                                  | Città                                                                 | In casa                                                               | Risultato                                                             | Ospiti                                                                | Competizione                                                          | Reti                                                                  | Note                                                                  |
| --------------------------------------------------------------------- | --------------------------------------------------------------------- | --------------------------------------------------------------------- | --------------------------------------------------------------------- | --------------------------------------------------------------------- | --------------------------------------------------------------------- | --------------------------------------------------------------------- | --------------------------------------------------------------------- |
| 11-2-1934                                                             | Torino                                                                | Italia                                                                | 2 – 4                                                                 | Austria                                                               | Coppa Internazionale                                                  | 2                                                                     |                                                                       |
| 25-3-1934                                                             | Milano                                                                | Italia                                                                | 4 – 0                                                                 | Grecia                                                                | Qual. Mondiali 1934                                                   | -                                                                     |                                                                       |
| 31-5-1934                                                             | Firenze                                                               | Italia                                                                | 1 – 1                                                                 | Spagna                                                                | Mondiali 1934 - Quarti di finale                                      | -                                                                     |                                                                       |
| 1-6-1934                                                              | Firenze                                                               | Italia                                                                | 1 – 0                                                                 | Spagna                                                                | Mondiali 1934 - Quarti di finale (ripetizione)                        | -                                                                     | Ripetizione della gara precedente.                                    |
| 3-6-1934                                                              | Milano                                                                | Italia                                                                | 1 – 0                                                                 | Austria                                                               | Mondiali 1934 - Semifinale                                            | 1                                                                     |                                                                       |
| 10-6-1934                                                             | Roma                                                                  | Italia                                                                | 2 – 1                                                                 | Cecoslovacchia                                                        | Mondiali 1934 - Finale                                                | -                                                                     | Primo titolo                                                          |
| 14-11-1934                                                            | Londra                                                                | Inghilterra                                                           | 3 – 2                                                                 | Italia                                                                | Amichevole                                                            | -                                                                     |                                                                       |
| 9-12-1934                                                             | Milano                                                                | Italia                                                                | 4 – 2                                                                 | Ungheria                                                              | Amichevole                                                            | 2                                                                     |                                                                       |
| 17-2-1935                                                             | Roma                                                                  | Italia                                                                | 2 – 1                                                                 | Francia                                                               | Amichevole                                                            | -                                                                     |                                                                       |
| 24-3-1935                                                             | Vienna                                                                | Austria                                                               | 0 – 2                                                                 | Italia                                                                | Coppa Internazionale                                                  | -                                                                     |                                                                       |
| Totale                                                                |                                                                       | Presenze                                                              | 10                                                                    |                                                                       | Reti                                                                  | 5                                                                     |                                                                       |

## Palmarès

### Nazionale
- Campionato mondiale: 1

Italia: Italia 1934
- Campeonato Sudamericano de Football: 1

Argentina: Argentina 1937

### Individuale
- All-Star Team del mondiale: 1[20]

Italia 1934
- Capocannoniere della Serie A: 1

1934-1935 (28 gol)